# Maďarské národní muzeum
Maďarské národní muzeum (maďarsky: Magyar Nemzeti Múzeum) je národním historickým, uměleckým a archeologickým muzeem v maďarské Budapešti. Bylo založeno v roce 1802. Sídlí v osmém budapešťském obvodu v neoklasicistní budově postavené speciálně pro muzeum v letech 1837–1847, podle návrhu architekta Mihály Pollacka. Prazákladem sbírek byla sbírka minerálů darovaná manželkou hraběte Ference Széchényiho. V roce 1848 hrálo muzeum hlavní roli v maďarské revoluci. V jejím průběhu bylo přečteno dvanáct bodů Sándora Petőfiho a jeho slavná báseň Nemzeti právě na schodech muzea. Na památku revoluce byly do muzea později instalovány dvě sochy: Jánose Aranyho, odhalená v roce 1883, a roku 1890 socha Sándora Petőfiho. Nějaký čas v budově muzea též zasedala horní komora parlamentu. Každoročně se před muzeem konají slavnosti národních vzpomínek na rok 1848. V roce 1949 zákon oddělil etnografickou a přírodovědnou část od hlavního muzea, a vznikly tak samostatné instituce Maďarské přírodovědné muzeum a Etnografické muzeum. Zahrada tradičně slouží k pořádání různých koncertů, vystupoval zde i Ferenc Liszt. V muzeu byly natočeny některé scény amerického filmového muzikálu Evita.